# 陳元珂
陳元珂（1505年—？），字仲聲，號雙山，福建福州府閩清縣民籍，懷安縣人，明朝政治人物。

## 生平
嘉靖十年（1531年）辛卯科福建鄉試第四十二名，嘉靖十四年（1535年）乙未科進士。歷官戶部郎中，謫德慶州判官，遷南雄府同知，代理知府期間，擒拿陳永當、楊天慶等。升金華府知府、寧紹兵備，輔佐胡宗憲討伐倭寇。晉湖廣參政，嘉靖四十一年（1562年）正月被罷職。著有《雙山集》。

## 家族
曾祖陳宗坦；祖父陳聰；父陳良策，母吳氏。具庆下。有弟陳元琰。